# Heidelberg Materials

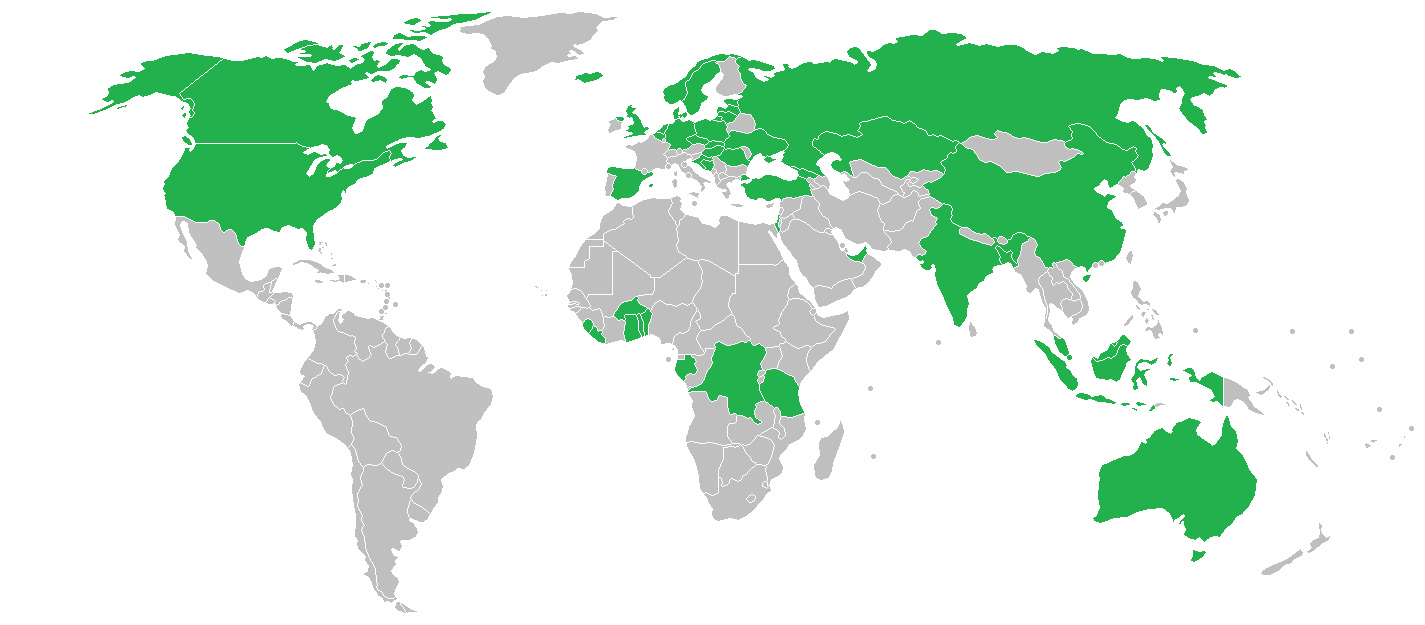
Presenza nel mondo

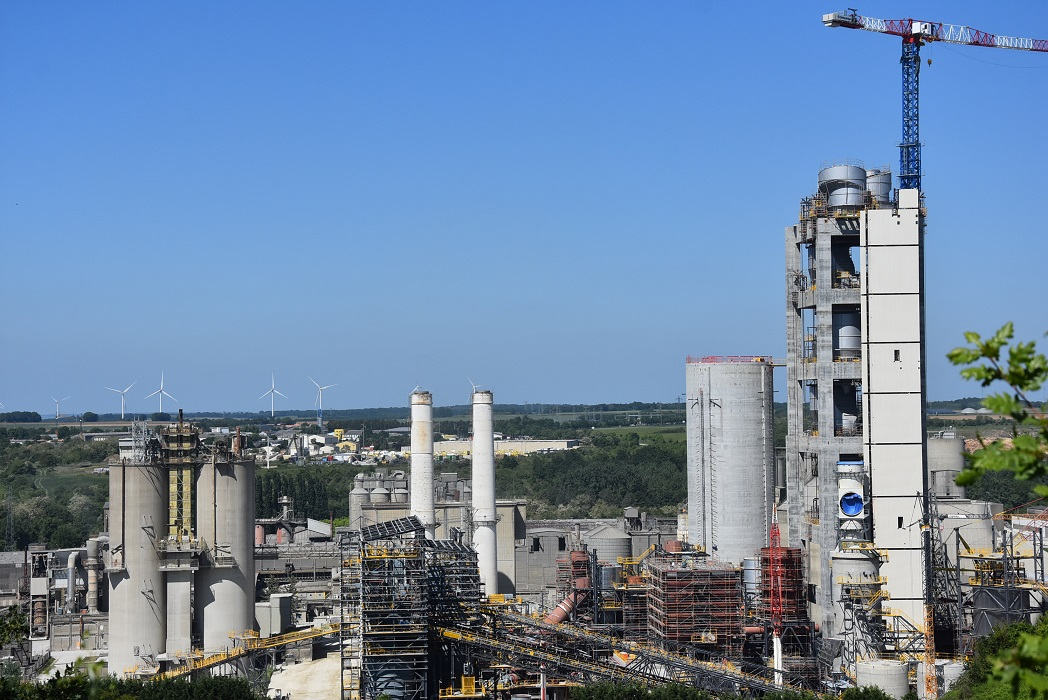
Fabbrica in costruzione in Francia, primavera 2025.

La Heidelberg Materials è un'azienda produttrice di materiali edilizi con sede a Heidelberg, in Germania.
Ad oggi è una delle imprese più grosse ed autorevoli del mercato mondiale del cemento, grazie anche alla fusione con la Hanson. Occupa 70.000 lavoratori dipendenti.
Il 28 luglio 2015 ha raggiunto un accordo con Italmobiliare per rilevare la sua quota di controllo del 45% di Italcementi; dal 12 ottobre 2016 controlla interamente la società, in seguito al successo dell'OPA lanciata sul restante 55% delle azioni quotate a Piazza Affari a 10,60 euro cadauna, tramite la sua controllata HeidelbergCement France.

## Controversie
HeidelbergCement è stata criticata per la sua continua presenza in Russia nonostante le tensioni geopolitiche e le sanzioni imposte dopo l'invasione russa dell'Ucraina. Sebbene l'azienda abbia annunciato un congelamento degli investimenti nelle sue operazioni russe, permangono preoccupazioni per le sue attività nella regione. Secondo il progetto Leave Russia, HeidelbergCement non si è ancora completamente ritirata, sollevando dubbi sulle sue pratiche etiche e il suo impegno verso gli standard internazionali.